# Франсвіліт
Франсвіліт — мінерал, ванадат уранілової групи в ряду тюямуніту. Його хімічна формула (Ba,Pb)(UO2)2V2O8·5(H2O). Франсвіліт — сильно радіоактивний мінерал. Зазвичай він помаранчевий, жовтий або коричнево-жовтий. Утворює ряд з кюр'єнітом.

## Прояви
Франсвіліт зустрічається в окисненій зоні свинцево-ванадієвих родовищ урану. Франсвіліт вперше описаний у 1957 році в типовій місцевості закритого уранового рудника «Мунана», поблизу Франсвіля, Верхнє Огуе, Габон, і був названий на честь міста.

У своєму типовому середовищі він асоціюється з кюр'єнітом (близькоспорідненим ванадатом уранілу), черветитом (ванадатом свинцю) та мунанаїтом (іншим ванадатом свинцю). В інших місцях франсевіліт асоціюється з датонітом, вануранілітом, мотрамітом, карнотитом, девіндтитом, торбернітом, уранопілітом, йоганнітом та казолітом. 

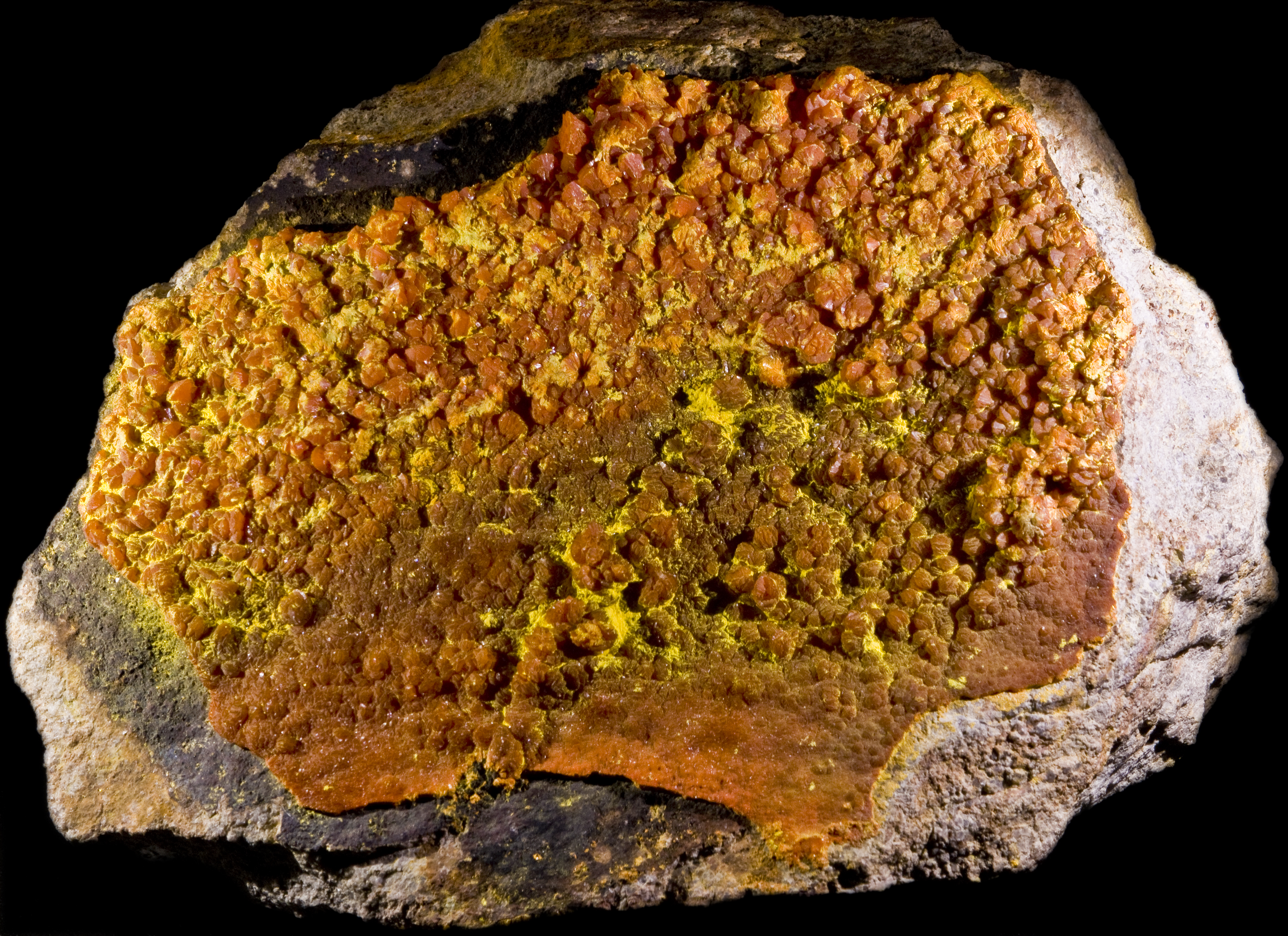
Жовтий кюр'єніт на яскраво-помаранчевому францевіліті, у зразку з їх спільної типової місцевості - уранової шахти "Мунана", поблизу Франсвіля. Розмір зразка: 23x17 см.
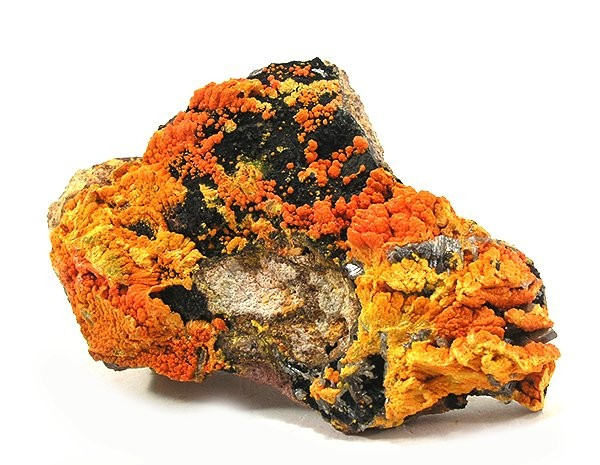
Франсвіліт (помаранчевий) з кюр'єнітом (жовтий) та черветитом, шахта "Мунана", Франсвіль, провінція Верхнє Огове, Габон. Загальний розмір 8,7x6,1x2,1 см.